# Грајмс (Алабама)
Грајмс (енгл. Grimes) град је у америчкој савезној држави Алабама. По попису становништва из 2010. у њему је живело 558 становника.

## Демографија
Према попису становништва из 2010. у граду је живело 558 становника, што је 99 (21,6%) становника више него 2000. године.
| Група             | 2000.       | 2010.       |
| Белци             | 279 (60,8%) | 310 (55,6%) |
| Афроамериканци    | 167 (36,4%) | 205 (36,7%) |
| Азијати           | 1 (0,2%)    | 0 (0,0%)    |
| Хиспаноамериканци | 3 (0,7%)    | 16 (2,9%)   |
| Укупно            | 459         | 558         |